# Bruingoed

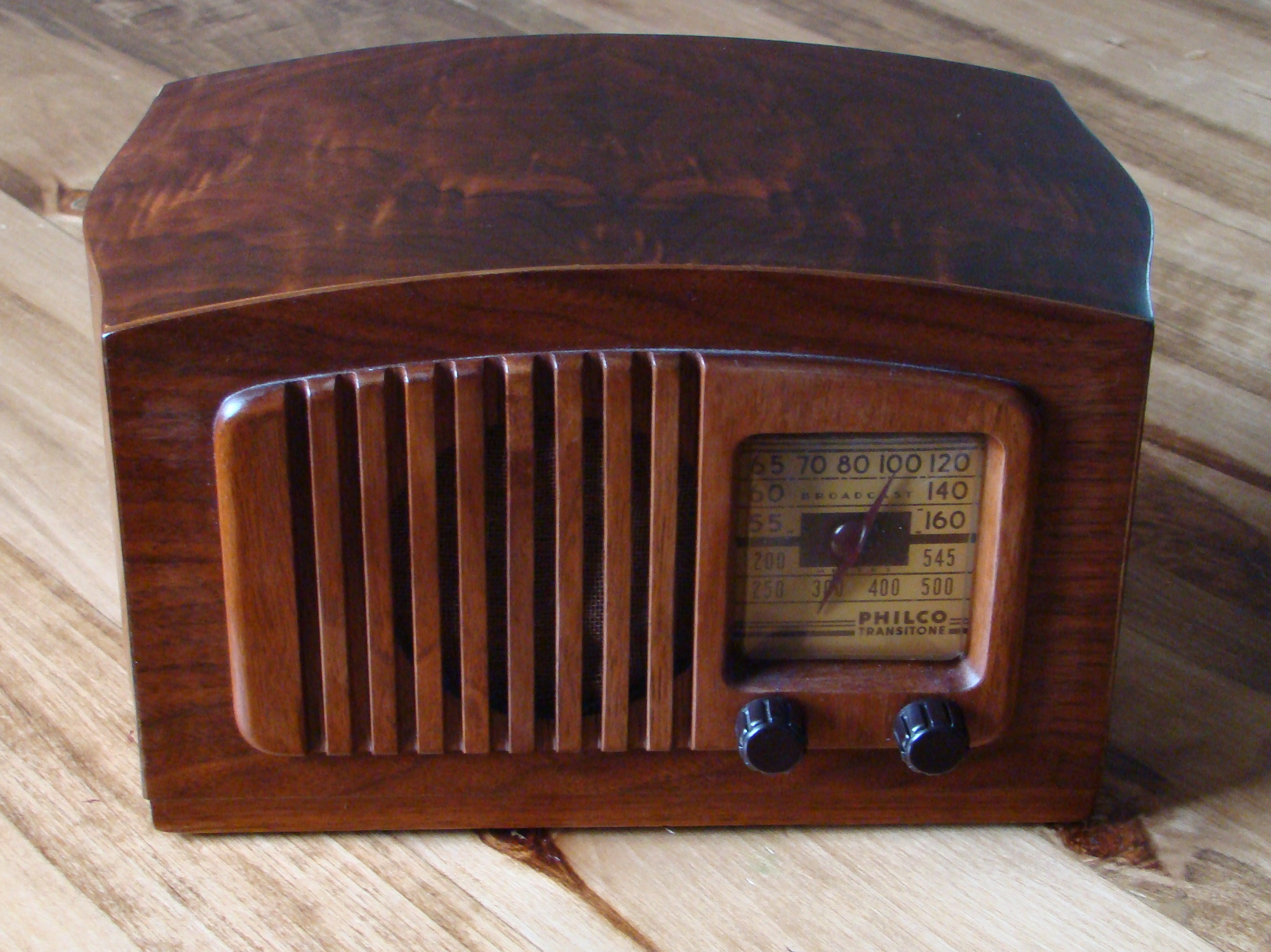
Philco radio model PT44

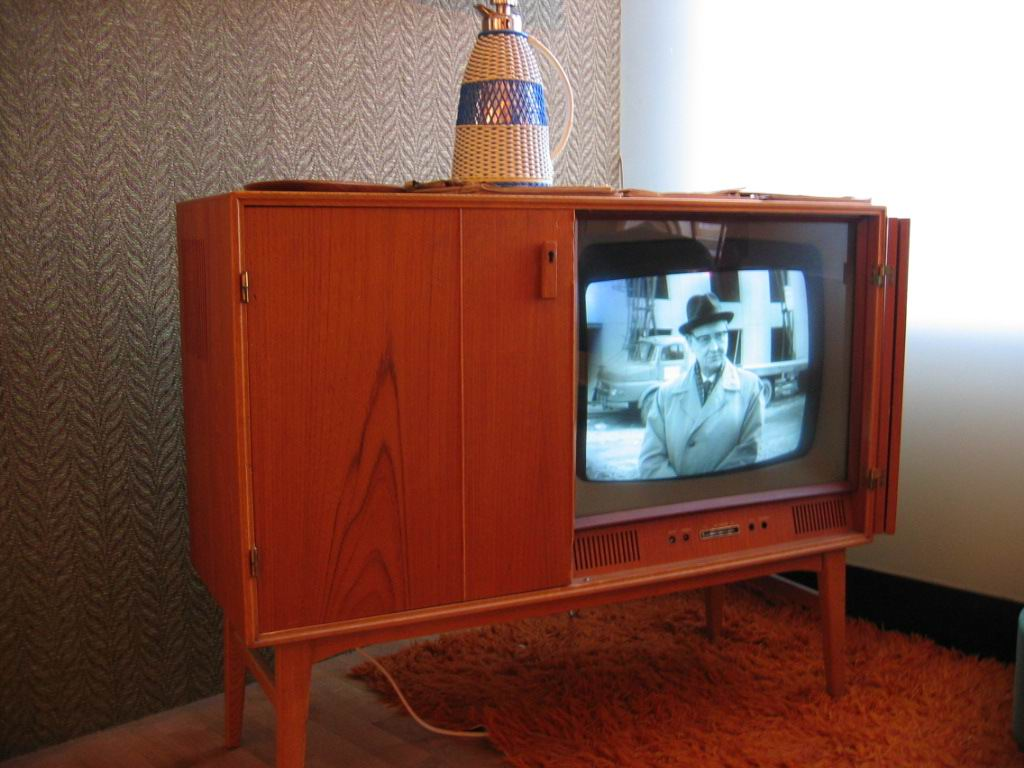
Televisie in meubel uit ca. 1950

Bruingoed is een term die wordt gebruikt om geluids- en beeldelektronica aan te duiden. Het woord is ontstaan als tegenhanger van de term witgoed voor huishoudelijke apparaten.
Het woord dateert uit de tijd dat radio's en televisietoestellen door de houten kast per definitie bruin van kleur waren.
ICT-apparatuur valt in sommige definities onder het bruingoed en in andere wordt de term grijsgoed gebruikt.